# Maureen T. Hallinan
Maureen T. Hallinan (* 11. Juni 1940 in Flushing, Queens, New York City; † 28. Januar 2014 in South Bend, Indiana) war eine US-amerikanische Soziologin, die 1996 Präsidentin der American Sociological Association (ASA) war. Sie war Professorin an der University of Notre Dame und dort Gründungsdirektorin des Center for Research on Educational Opportunity im Institute for Educational Initiatives. Sie forschte im Bereich der Bildungssoziologie. 
Hallinan machte ihr Bachelor-Examen am Marymount Manhattan College, den Master-Abschluss an der University of Notre Dame und wurde an der University of Chicago zur Ph.D. promoviert. Bevor sie 28 Jahre Professorin an der University of Notre Dame war, durchlief sie Stationen als Dozentin an der University of Wisconsin–Madison und der Stanford University. Sie war die zweite Frau in Notre Dame, die auf einen Stiftungslehrstuhl berufen wurde (William P. and Hazel B. White Professor).

## Schriften (Auswahl)
- Frontiers in sociology of education. Springer, New York 2011, ISBN 978-9-40071-575-2.
- School sector and student outcomes. University of Notre Dame Press, Notre Dame 2006, ISBN 978-0-26803-101-5.
- Handbook of the sociology of education. Kluwer Academic/Plenum Publishers, New York 2000, ISBN 0306462389.
- Restructuring schools. Promising practices and policies. Plenum Press, New York 1994, ISBN 0306450348.